# Vicente Gómez García
Vicente Gómez García fou un pintor valencià (València, 11 de novembre de 1926 - València, 26 de març de 2012), membre de l'avantguarda de postguerra.

## Biografia
Format a l'Escola de Belles Arts de Sant Carles, es va iniciar el 1951 dins del grup Els Set, sent membre fundador amb Vicente Castellano Giner, Vicente Fillol Roig, Juan Bautista Llorens Riera, Juan Genovés, Ricardo Hueso de Brugada i José Masiá Sellés. Més tard, es van incorporar Joaquín Michavila (1951) com a substitut de Masiá, Ángeles Ballester Garcés (1953) per Genovés y Eusebio Sempere (1954) per Fillol.
El grup d'Els Set es va proposar aconseguir una implicació social més gran que el Grup Z. Va organitzar un considerable nombre d'exposicions, algunes amb artistes convidats. En quatre anys, i amb més voluntat que mitjans, va coordinar prop d'una vintena d'activitats, exposicions i fins i tot visites d'escolars a museus. Després de la dissolució del grup, Gómez inicià un viatge arreu de les ciutats espanyoles fins a residir a Madrid, durant una breu temporada, amb la pretensió d'estudiar les obres del Museu del Prado i els artistes més coneguts.

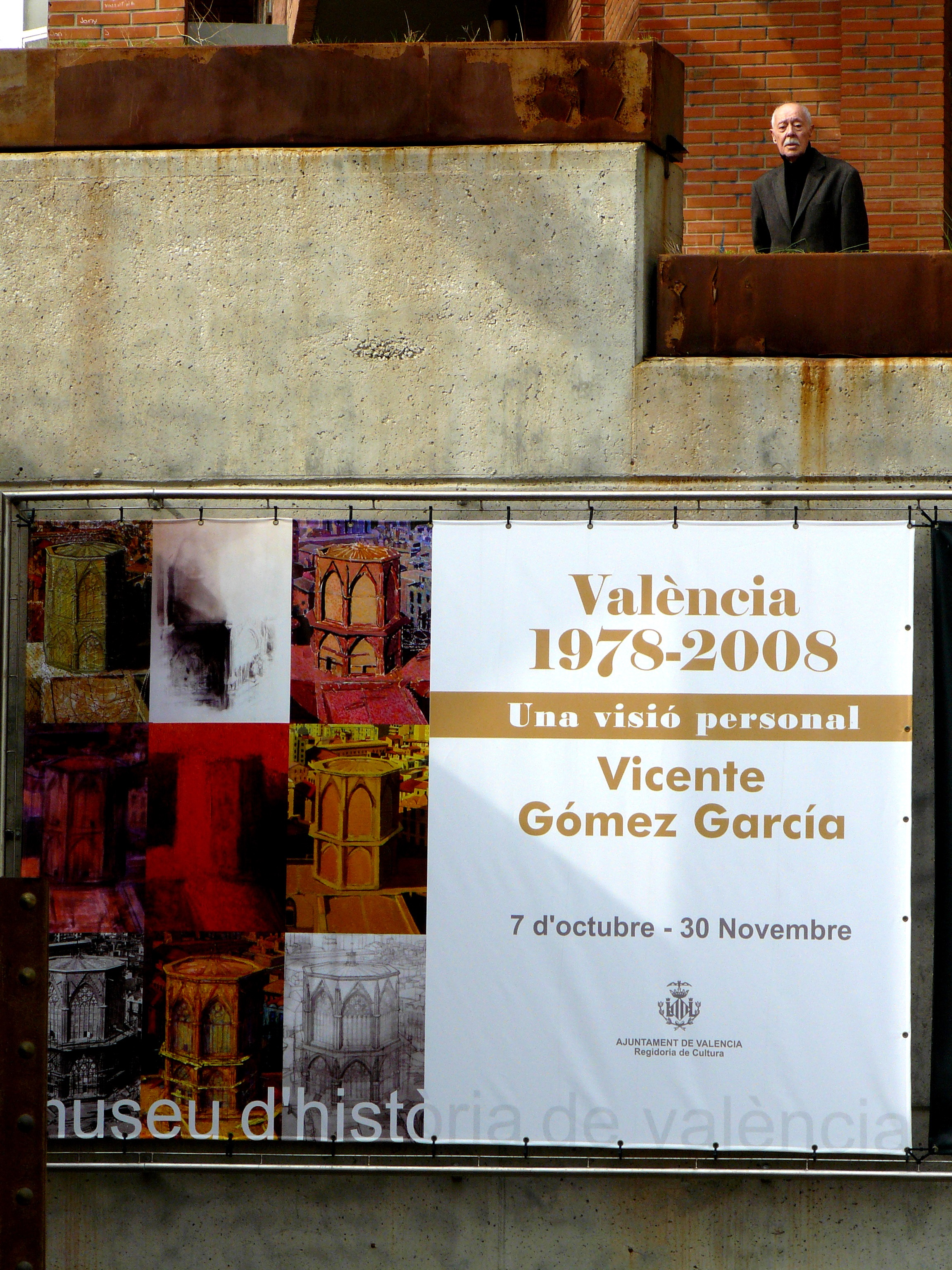
Exposició València 1978-2008 Una visió personal Vicente Gómez García

Poc temps després Gómez García va inaugurar la seua primera mostra en solitari (1959, Sala Braulio). Després exposarà també a la Sala Mateu (València, 1968) presentant 11 paisatges amb temes de València i rodalia i algunes vistes de la província de Terol i Castella. L'exposició es completa amb un bodegó i un retrat. El 1972 va exposar a la Sala Xiner de València, on va mostrar 25 paisatges plens de matisos matèrics que contribuïen a potenciar els elements terrosos de la natura. Estaven ambientats a les localitats de Sogorb, Altura i rodalia. A la presentació del catàleg, el professor Felipe Garín Ortiz va escriure: amb una cura molt actual de la «matèria», de la textura, ens dona en les seues versions de la serra d'Altura alguna cosa més que una sèrie d'anècdotes pintades […] Aquests paisatges, que ennobleixen qualsevol possible àmbit, seductors en la seua simplicitat, plens d'al·lusions i suggeriments, de vegades a penes insinuats, sòlids i aeris, amb tanta «arquitectura» com «música», ho diuen tot. Posteriorment, el 1981 realitzarà l'exposició Valencia. Desarrollo de una investigación estética, celebrada en la Real Academia de Sant Carles i Museu de Belles Artes de València. Aquesta mostra va tenir la seua oportuna prolongació el 1982 a la Sala Testar de Paterna (València). Al tríptic de l'exposició l'amic de Vicente Gómez, Joaquín Michavila, va escriure: Vicente Gómez s'ha situat –ens ha situat– en una ciutat insòlita: una València insospitada, redescoberta, embolicada amb totes les llums possibles, tenyida amb colors impossibles. Es tracta doncs d'un assaig pictòric de factura impecable i d'honestedat professional rara, realitzat amb ferm suport metodològic en el procés del treball, amb rigorosa dedicació en el plantejament de recerca. La ciutat, la nostra ciutat, que aquest artista ens presenta amb una perspectiva tan humanística, ens sembla sorgida de la intel·ligència analítica d'un pintor renaixentista. Vicente Gómez, després d'un llarg pelegrinar pels confins del seu jo, ha volgut depassar amb aquesta exemplar lliçó de bon fer, de tranquil·la independència, els límits que sembla imposar el temps, i ens convida a contemplar i participar amb plenitud a les supèrbies i complexes panoràmiques de València, d'una València que si es mostra com a palpitant vida a la real i quotidiana visió de carrer, es transfigura –en esta sèrie d'obres– com un manifest d'intemporalitat a la familiar arquitectura, com un compendi de la nostra antiga civilització, com l'expressió de la nostra cultura més immediata i mediterrània. Participa en l'exposició col·lectiva celebrada a la Sala Parpalló de València al febrer i maig de 1996 titulada La pintura valenciana desde la posguerra hasta el Grupo Parapalló (1939-1956) comissariada per Manuel Muñoz Ibáñez.
La seua darrera exposició individual, celebrada al Museu d'Història de València 1978-2008. Una visió personal: Vicente Gómez García reflexionava sobre la seua ciutat. Al 2010 participa en l'exposició col·lectiva Mundos para un mundo. Artistas por el desarrollo de la Fundació Mainel celebrada al Palau de la Música de València.
A inicis del 2022 va ser editat el primer catàleg monogràfic d'aquest artista coordinat per Josep-Marí Gómez Lozano i Joan Gómez Alemany, replegant el seu llegat artístic oblidat, per a rendir-li justícia i que reba un merescut reconeixement com els d'altres amics de Vicente Gómez, confidents i col·legues, com van ser Joaquim Michavila, Eusebi Sempere, Juan Genovés o Ángeles Ballester, antics membres del grup de Los Siete.

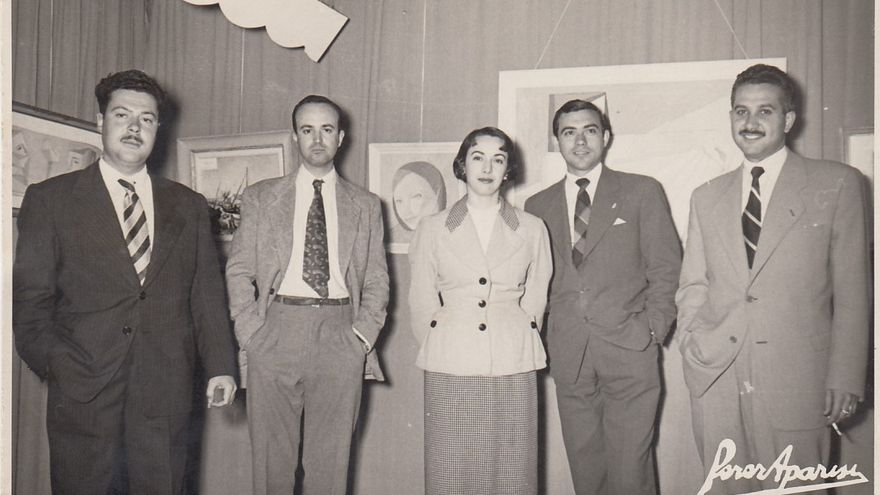
Probablement el 1954 a la Sala Braulio, d'una exposició del grup Los Siete. D'esquerra a dreta, Vicente Gómez García, Eusebio Sempere, Ángeles Ballester, Joaquín Michavila i Juan Bautista Llorens.

L'11 de març del 2022 es va realitzar a la Universitat de València la primera presentació del catàleg, homenatge pòstum a l'artista i introducció a la seua obra a càrrec dels coordinadors del llibre, el seu editor Josep Lluís Galiana i els articulistes Pascual Patuel Chust i Felip González Martínez.
El 29 de juliol s'inauguren les XIV Jornades d'Art i Història a Xàtiva, on Vicente Gómez és un dels protagonistes. Aquell mateix dia s'inaugura a la Sala de les Columnes l'exposició Vicente Gómez García, en el desé aniversari de la seva defunció, que es desenvoluparà des del 29 de juliol fins al 6 d'agost.21 El 3 d'agost dins de les XIV Jornades d'Art i Història a Xàtiva, Josep-Marí realitza la conferència Vicent Gómez García (1926-2012), l'avanguardista oblidat. A continuació, Joan Gómez Alemany realitza la conferència-concert on estrena Vicente Gómez García 2012- 2022, per a piano, electrònica i vídeo, basada en la 3a Sèrie d'Abstraccions Geomètriques de Vicente Gómez. Les conferències són publicades en un llibre d'actes. Del 9 d'agost fins al 30 de setembre al Museu de Belles Arts de Xàtiva-La Casa de l'Ensenyança, es prolonga l'exposició anterior Vicente Gómez García, en el desé aniversari de la seva defunció.
El 15 de desembre de 2022 es du a terme a La Filmoteca de la Generalitat Valenciana l'estrena de la pel·lícula Temps i espai. Un dia s'eleva, 2018-2022, en homenatge a Vicente Gómez i on és repintant un quadre seu, La València del tercer mil·lenni.
A inicis del 2024, es du a terme la publicació del llibre Vicent Gómez García, en el desé aniversari del seu traspàs, segon llibre monogràfic sobre aquest artista, editat per Antoni López a Ulleye.
El 25 de gener té lloc la inauguració al MuVIM de l'exposició, Vicente Gómez García, la passió artística per València. Primera exposició a la seva ciutat natal després de la mort de l'artista, on es reuneixen diverses obres entre pintures, escultures, vídeos i música. Posteriorment, es va editar un catàleg d'aquesta exposició.

## Obra

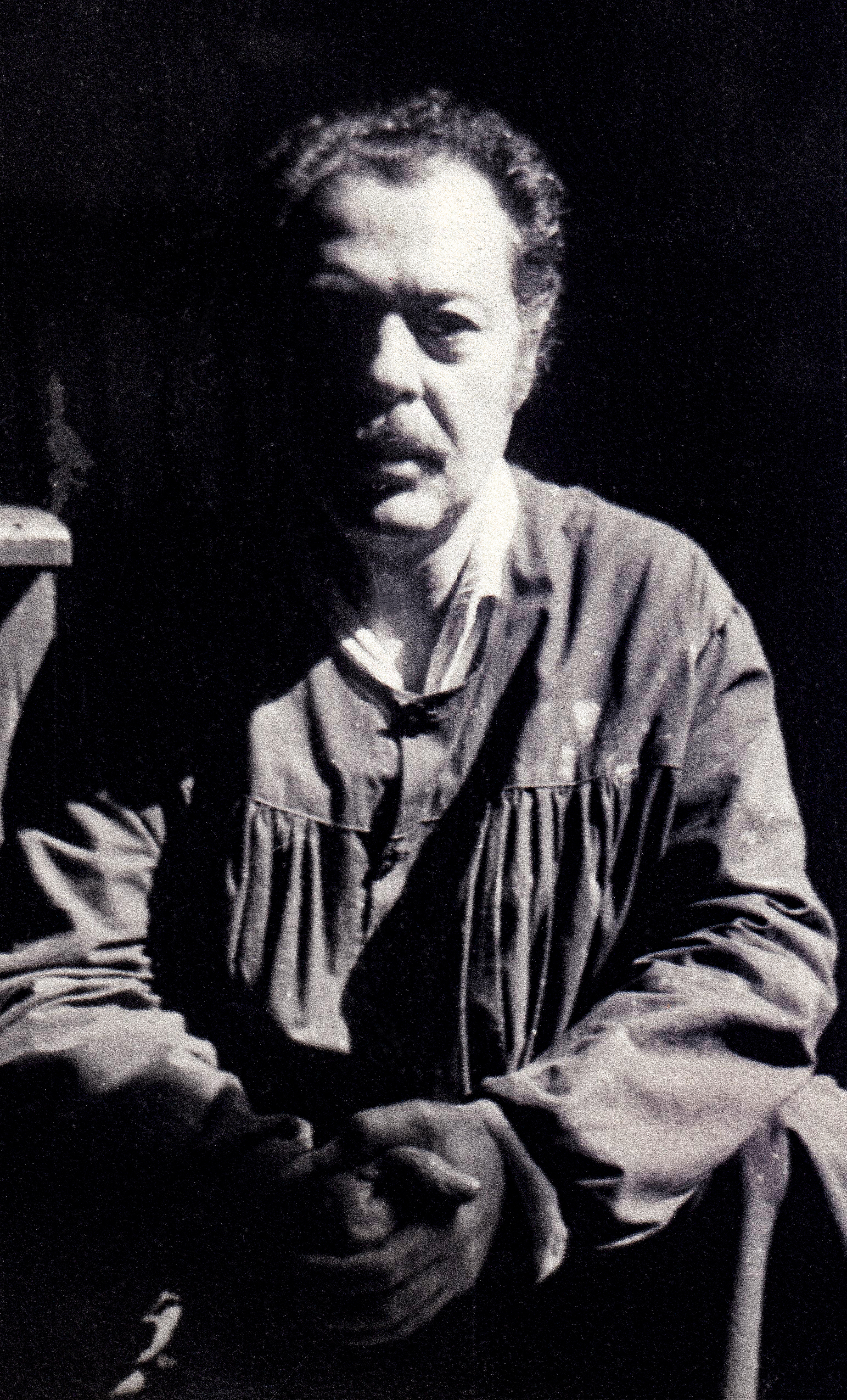
Vicente Gómez García en l'estudi del carrer Cuba (València), ca. 1977

Vicente Gómez va ser un artista polifacètic i complex que va aprofundir en l'experimentació avantguardista, i va arribar a crear al llarg de la seua dilatada trajectòria un univers plàstic molt personal constituït per una gran diversitat de llenguatges, estils i tècniques, de vegades en convivència. A la seua obra es pot trobar tant el realisme, impressionisme, expressionisme cromàtic-matèric, constructivisme volumètric, hiperrealisme, i sobretot l'abstracció geomètrica, que el va portar a crear diverses sèries de pintures i aquests sorprenents artefactes híbrids anomenats “pictoescultures”, amb les que va explorar l'espai tridimensional de la pintura. Rafael Sánchez Grandía i Pablo B. Sánchez Gómez ressalten que: Si hi ha un primer tret distintiu a l'obra d'aquest artista és la seua tenacitat en la recerca d'un eclecticisme integrat, harmònic, al que diferents tendències o escoles pictòriques no només coexisteixen, sinó que es potencien mútuament des de, o a través de, una perspectiva més àmplia. En referència a això, Pascual Patuel Chust, escriu: Fidel a l'esperit de la Postmodernitat, duu a terme versions personals de bodegons tradicionals de la història de l'art, especialment d'autors dels segles XVII i XVIII, com ara l'holandès Willem Claesz Heda o els espanyols Juan Sánchez Cotán i Luis Egidio Meléndez. En connexió amb aquest tarannà postmodern, Vicente Gómez verifica un procés de reinterpretació d'obres d'altres autors i centra la mirada en temes consagrats de la pintura occidental per verificar un procés d'apropiacionisme creatiu. Aquesta apropiació es considera vàlida, perquè no n'és una còpia, sinó una referència que permet aportar nous significats diferents dels originals. Reutilitza fragments artístics d'altres artistes (remake) amb una intenció “desconstructiva” i “reconstructiva”, amb la idea de “desmuntar” una producció artística anterior i servir-se dels seus elements per abordar nous projectes diferents de les fonts primigènies.
Va combinar al llarg de la seua extensa producció artística, de més de 60 anys, la figuració i l'abstracció, destacant al final de la seua vida aquesta última, exemplificada a la seua obra Abstracció geomètrica sèrie III. Com assenyala Román de la Calle: la seua acurada alternança estudiada / demostrada, que manifesta, al cap ia la fi, aquest joc dialèctic, on l'abstracció construïda i l'hermenèutica figurativa poden solapar-se, transposar-se i enfrontar-se lliurement, exercitant una mena de genuí programa lúdic, que, sens dubte, Vicente Gómez coneixia bé i sabia fer seu, en l'exercici de la seua pintura, entre rampells de vigor i controls narratius, com si no volguera ensenyar, alhora, les seues dobles cartes, les seues programacions complexes i/o les seues aventures experimentals.

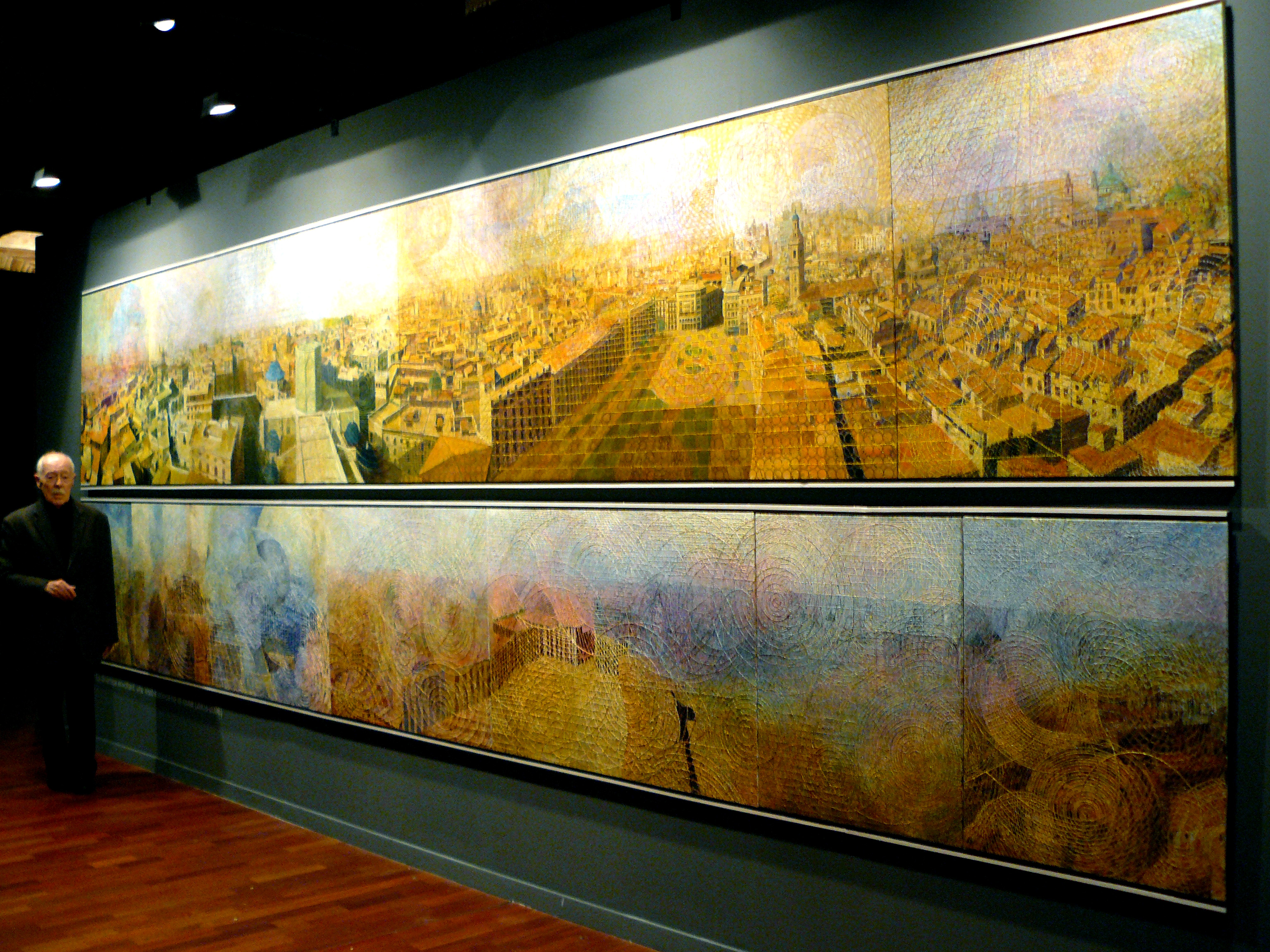
Vicente Gómez García davant dels seus dos quadres panoràmics sobre València el dia de la inauguració al Museu d'Història de València el 7 d'octubre de 2008

La seua producció pictòrica com escriu Francisco Agramunt: va girar preferentment al voltant dels paisatges d'àmplies panoràmiques de la seua ciutat natal, essent un dels creadors que més ha desenvolupat esta temàtica urbana. Com l'historiador Albert Ferrer Orts comenta: al dedicar-li, gairebé monogràficament, més de tres dècades de la seua vida. El pintor que –prenent com a punt de referència el Micalet– ens llegà nombroses vistes panoràmiques o de detall que giravolten completament la seua esvelta fisonomia. Els seus objectius, però, no eren els descriptius com sol ser habitual per allò de congelar la imatge de la ciutat en un determinat moment de la seua evolució, sinó més bé els pròpiament pictòrics a través del domini de la geometria i el color, per la qual cosa la seua personal visió de la ciutat –en particular entre finals de la dècada de 1970 i els primers lustres del segle XXI– se’ns mostra com a un camp d'experimentació continu de gran volada.
També pel que fa a la pintura sobre València, a la qual es va dedicar intensament durant més de 30 anys de la seua vida, Paco Yáñez escriu, comparant-la amb la muntanya de Sainte-Victoire que Paul Cézanne va pintar al llarg de molts anys i va ser clau per a la seua trajectòria i evolució pictòrica: En el cas de Vicente Gómez García, aquesta Sainte-Victoire personal va ser la mateixa València, que una vegada i una altra va prendre forma en els seus llenços, estilitzant-se i servint de model perquè el diàleg entre la tècnica i l'estil anés definint el desenvolupament de la seua pintura cap a una abstracció geomètrica.